# L'uomo d'affari
L'uomo d'affari (The Business Man) è un racconto di Edgar Allan Poe pubblicato nel 1840.

## Trama
Peter Proffitt racconta la sua carriera di uomo d'affari. La propensione alla metodicità e all'ordine è sorta in lui da bambino, quando la sua vecchia governante irlandese, stanca dei suoi pianti, gli sbatté la testa contro la colonna del letto, procurandogli un bernoccolo perenne sulla sommità della testa che si rivelerà essere un perfetto organo dell'ordine che lo doterà di sistematica regolarità, facendo di lui un uomo d'affari. All'età di quindici anni il padre cerca di sistemarlo negli uffici di una ferramenta, ma dopo due o tre giorni Peter torna a casa in preda a violenta febbre e con un forte dolore intorno al bernoccolo capendo, così, che non sarebbe stato quello il suo mestiere. Scappato di casa a 16 anni per evitare di diventare droghiere, lavora come «Pubblicità Deambulante» per una sartoria, girando per la città con indosso gli abiti del negozio e procacciando nuovi clienti. Dopo aver litigato con i proprietari, che volevano dargli 1 centesimo in meno di quanto da lui richiesto, entra nel ramo del «Pugno in un Occhio», che consiste nell'acquistare terreni vicino a ricchi palazzi in costruzione e realizzarvi appositamente tuguri così da far sfigurare gli edifici intorno e costringere i proprietari a comprare il terreno a prezzo maggiorato per poterli demolire. Passa quindi all'attività di «Aggressione e Percosse», provocando gli ubriachi per farsi malmenare e poi chiedendo un risarcimento. Costretto ad abbandonare questo lavoro perché gli mette a dura prova la delicata salute, diventa «Infangatore»: seduto di fianco a una pozzanghera, sporca di fango le persone che non gli danno almeno una moneta. Più tardi, con l'aiuto di un cane, passa al «Botolo Fangoso», ripulisce le scarpe dei passanti sporcate dall'animale suo complice. Dopo essersi separato dal “socio” perché troppo avido, tenta la fortuna come suonatore di organetto, guadagnando parecchi soldi dalle persone che lo pagano proprio per farlo smettere di suonare. Successivamente lavora come «Scroccaposta» che consiste nel distribuire false lettere a persone abbienti, facendosi pagare dai destinatari per la consegna, per poi defilarsi. Si dà infine a una nuova attività, il «Crescigatto»: sfruttando un Decreto dell'Assemblea legislativa che, per combattere il randagismo felino, riconosceva una ricompensa per ogni coda di gatto presentata, inizia ad allevare questi animali allo scopo di tagliare loro la coda e intascare il compenso. In breve può permettersi di nutrire i suoi gatti con ostriche e di acquistare una casetta rustica sul fiume Hudson.